# Ielàguino
Ielàguino (en rus: Елагино) és un poble de l'óblast d'Oriol, a Rússia, segons el cens del 2010 tenia 6 habitants, pertany al municipi de Skoriàtino.